# Division III du Championnat du monde de hockey sur glace 2018
Navigation
Division III en 2017 Division III en 2019
Le tournoi de la Division III du Championnat du monde de hockey sur glace 2018 se déroule au Cap en Afrique du Sud du 16 au 22 avril 2018.
| \| Localisation du Cap en Afrique du Sud. \| Localisation du Cap en Afrique du Sud. |
| Localisation du Cap en Afrique du Sud.                                              |

## Format de la compétition

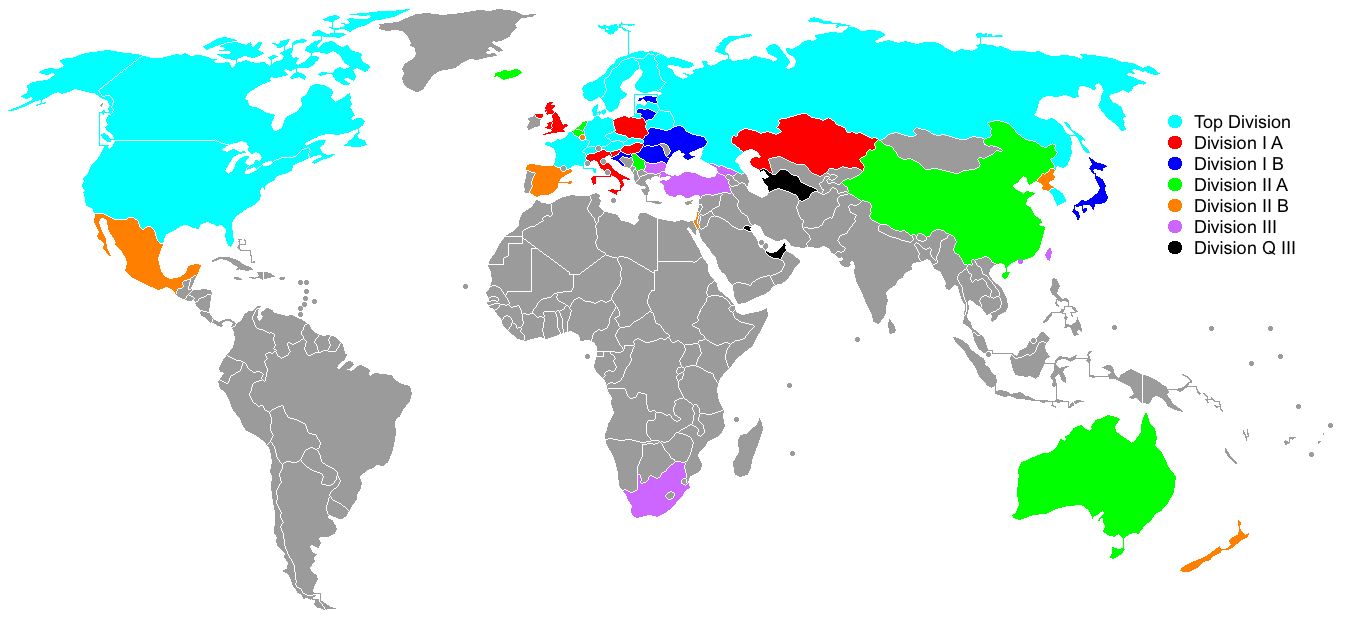
Nations participant au Championnat du monde de hockey sur glace 2018, par division.

Le Championnat du monde de hockey sur glace est un ensemble de plusieurs tournois regroupant les nations en fonction de leur niveau. Les meilleures équipes disputent le titre dans la Division Élite. Cette Division regroupe 16 équipes réparties en deux groupes de 8 qui disputent un tour préliminaire. Les 4 premiers de chaque groupe sont qualifiés pour les quarts de finale et les derniers sont relégués en Division IA à l'exception de la Slovaquie, organisatrice de l'édition 2019, qui ne peut être reléguée même si elle termine à la dernière place du groupe A. 
Pour les autres divisions qui comptent 6 équipes (sauf la Qualification pour la Division III), les équipes s’affrontent entre elles et, à l'issue de cette compétition, le premier est promu dans la division supérieure et le dernier est relégué dans la division inférieure. 
En Qualification pour la Division III, le vainqueur de la finale est promu en Division III.
Lors des phases de poule, les points sont attribués ainsi :
- 3 points pour une victoire dans le temps réglementaire ;
- 2 points pour une victoire en prolongation ou aux tirs de fusillade ;
- 1 point pour une défaite en prolongation ou aux tirs de fusillade ;
- aucun point pour une défaite dans le temps réglementaire.

## Officiels
La fédération internationale a désigné 4 arbitres et 7 juges de lignes pour officier lors de la compétition :
| Arbitres                                                                    | Juges de ligne |
| --------------------------------------------------------------------------- | --- |
| - Zsolt Csomortani - Miroslav Iarets - Richard Magnunsson - Alexey Roshchy  | \| - Daniel Beresford - Jonathan Burger - Matthias Cristeli - Maximilian Gatol \| - Artsiom Labzov - Gregor Miklič - Marcin Polak \| |
| - Daniel Beresford - Jonathan Burger - Matthias Cristeli - Maximilian Gatol | - Artsiom Labzov - Gregor Miklič - Marcin Polak                                                                                      |

## Matches
| 16 avril | Géorgie | 6-2 (4-1, 1-0, 1-1) | Turquie | Ice Station 35 spectateurs |

| Feuille de match | Feuille de match | Feuille de match                | Feuille de match                                                      | Feuille de match                                                                 |
| ---------------- | --- | ------------------------------- | --------------------------------------------------------------------- | -------------------------------------------------------------------------------- |
|                  | - Vasilchenko (Kharizov) — 10 min 11 s Obolgogiani (Dumbadze) — 10 min 21 s Zhuzhunashvili (Kurbatov, Tsomaia) — 14 min 37 s (IN) Shvetsov (Vasilchenko, Kurbatov) — 16 min 14 s (SN) Vasilchenko (Kozyulin, Shvetsov) — 26 min 12 s - Obolgogiani (Kurbatov, Zhuzhunashvili) — 50 min 3 s (2 SN) | 0-1 1-1 2-1 3-1 4-1 5-1 5-2 6-2 | F. Faner (Bakal) — 2 min 56 s - F. Faner (Bakal) — 45 min 35 s (IN) - | Arbitrage : Alexey Roshchyn Juges de lignes : Maximilian Gatol et Artsiom Labzov |
| Ilienko          | Gardiens | Karagül                         |                                                                       | Arbitrage : Alexey Roshchyn Juges de lignes : Maximilian Gatol et Artsiom Labzov |
| 12 min           | Pénalités | 20 min                          |                                                                       | Arbitrage : Alexey Roshchyn Juges de lignes : Maximilian Gatol et Artsiom Labzov |
| 57               | Tirs | 17                              |                                                                       | Arbitrage : Alexey Roshchyn Juges de lignes : Maximilian Gatol et Artsiom Labzov |

| 16 avril | Taïwan | 5-1 (0-1, 2-0, 3-0) | Hong Kong | Ice Station 80 spectateurs |

| Feuille de match | Feuille de match | Feuille de match        | Feuille de match          | Feuille de match                                                                   |
| ---------------- | --- | ----------------------- | ------------------------- | ---------------------------------------------------------------------------------- |
|                  | - Lu — 29 min 1 s Shen Yen-c. (Pan) — 31 min 28 s Shen-Yen-l. (Shen-Yen-c.) — 44 min 23 s (IN) Tsao (Ti) — 52 min 11 s Shen-Yen-c. (Hsiao Po-yun) — 53 min 59 s (IN) | 0-1 1-1 2-1 3-1 4-1 5-1 | To (Lo, Fu) — 5 min 5 s - | Arbitrage : Miroslav Iarets Juges de lignes : Jonathan Burger et Matthias Cristeli |
| Liao             | Gardiens | Ho K.                   |                           | Arbitrage : Miroslav Iarets Juges de lignes : Jonathan Burger et Matthias Cristeli |
| 0 min            | Pénalités | 6 min                   |                           | Arbitrage : Miroslav Iarets Juges de lignes : Jonathan Burger et Matthias Cristeli |
| 24               | Tirs | 22                      |                           | Arbitrage : Miroslav Iarets Juges de lignes : Jonathan Burger et Matthias Cristeli |

| 16 avril | Bulgarie | 4-0 (1-0, 2-0, 1-0) | Afrique du Sud | Ice Station 200 spectateurs |

| Feuille de match | Feuille de match | Feuille de match | Feuille de match | Feuille de match                                                                 |
| ---------------- | --- | ---------------- | ---------------- | -------------------------------------------------------------------------------- |
|                  | Vasilev (Boyadjiev, V. Dikov) — 16 min 43 s V. Dikov (Boyadjiev) — 36 min 33 s Iskrenov (Vasilev) — 37 min 22 s V. Dikov (Vasilev, Boyadjiev) — 58 min 39 s | 1-0 2-0 3-0 4-0  | -                | Arbitrage : Richard Magnusson Juges de lignes : Daniel Beresford et Marcin Polak |
| Dimitrov         | Gardiens | Bock             |                  | Arbitrage : Richard Magnusson Juges de lignes : Daniel Beresford et Marcin Polak |
| 6 min            | Pénalités | 2 min            |                  | Arbitrage : Richard Magnusson Juges de lignes : Daniel Beresford et Marcin Polak |
| 40               | Tirs | 18               |                  | Arbitrage : Richard Magnusson Juges de lignes : Daniel Beresford et Marcin Polak |

| 17 avril | Turquie | 6-1 (1-1, 2-0, 3-0) | Hong Kong | Ice Station 20 spectateurs |

| Feuille de match | Feuille de match | Feuille de match            | Feuille de match                         | Feuille de match                                                                    |
| ---------------- | --- | --------------------------- | ---------------------------------------- | ----------------------------------------------------------------------------------- |
|                  | Özmen (Semiz, Solak) — 38 s - Kavaz (Bingöl, Aktürk) — 27 min 40 s Semiz (Kars) — 32 min 39 s Özmen (Semiz) — 41 min 53 s (SN) Toygar (E. Faner) — 44 min 1 s Bakal — 51 min 49 s (SN) | 1-0 1-1 2-1 3-1 4-1 5-1 6-1 | - Sham (Tang, Ho) — 16 min 52 s (2 SN) - | Arbitrage : Richard Magnusson Juges de lignes : Daniel Beresford et Jonathan Burger |
| Bozacı           | Gardiens | Keung                       |                                          | Arbitrage : Richard Magnusson Juges de lignes : Daniel Beresford et Jonathan Burger |
| 8 min            | Pénalités | 10 min                      |                                          | Arbitrage : Richard Magnusson Juges de lignes : Daniel Beresford et Jonathan Burger |
| 51               | Tirs | 13                          |                                          | Arbitrage : Richard Magnusson Juges de lignes : Daniel Beresford et Jonathan Burger |

| 17 avril | Bulgarie | 3-5 (2-1, 0-3, 1-1) | Géorgie | Ice Station 60 spectateurs |

| Feuille de match | Feuille de match                                                                                           | Feuille de match                | Feuille de match | Feuille de match                                                                  |
| ---------------- | --- | ------------------------------- | --- | --------------------------------------------------------------------------------- |
|                  | - V. Dikov (Vasilev) — 10 min 1 s Nikolov (Dilkov) — 18 min 28 s - Hodulov (V. Dikov) — 52 min 24 s (2 SN) | 0-1 1-1 2-1 2-2 2-3 2-4 2-5 3-5 | Kurbatov (Obolgogiani, Zhuzhunashvili) — 4 min 5 s (SN) - Kozyulin (Vasilchenko) — 28 min 18 s Vasilchenko — 36 min 24 s (IN) Vasilchenko (Kozyulin) — 36 min 35 s (IN) Kozyulin — 44 min 48 s - | Arbitrage : Miroslav Iarets Juges de lignes : Matthias Cristeli et Artsiom Labzov |
| Dimitrov         | Gardiens                                                                                                   | Ilienko                         | | Arbitrage : Miroslav Iarets Juges de lignes : Matthias Cristeli et Artsiom Labzov |
| 20 min           | Pénalités                                                                                                  | 16 min                          | | Arbitrage : Miroslav Iarets Juges de lignes : Matthias Cristeli et Artsiom Labzov |
| 43               | Tirs | 37                              | | Arbitrage : Miroslav Iarets Juges de lignes : Matthias Cristeli et Artsiom Labzov |

| 17 avril | Afrique du Sud | 2-5 (0-1, 1-2, 1-2) | Taïwan | Ice Station 180 spectateurs |

| Feuille de match | Feuille de match                                                                      | Feuille de match            | Feuille de match | Feuille de match                                                                |
| ---------------- | ------------------------------------------------------------------------------------- | --------------------------- | --- | ------------------------------------------------------------------------------- |
|                  | - Magmoed (Botha) — 30 min 31 s - Magmoed (van Doesburgh, Compton) — 57 min 16 s (SN) | 0-1 0-2 1-2 1-3 1-4 1-5 2-5 | Shen Yen-c. (Hsiao Po-yun) — 6 min 20 s Tien — 28 min 8 s - Shen Yen-c. (Hsiao Po-yuan) — 35 min 10 s Tang (Tsao) — 43 min 40 s (SN) Hsiao Po-yun (Shen Yen-c., Hsiao Po-yuan) — 50 min 1 s - | Arbitrage : Alexey Roshchyn Juges de lignes : Maximilian Gatol et Gregor Miklič |
| Pretorius        | Gardiens                                                                              | Liao                        | | Arbitrage : Alexey Roshchyn Juges de lignes : Maximilian Gatol et Gregor Miklič |
| 18 min           | Pénalités                                                                             | 4 min                       | | Arbitrage : Alexey Roshchyn Juges de lignes : Maximilian Gatol et Gregor Miklič |
| 17               | Tirs                                                                                  | 22                          | | Arbitrage : Alexey Roshchyn Juges de lignes : Maximilian Gatol et Gregor Miklič |

| 19 avril | Bulgarie | 7-2 (1-1, 4-0, 2-1) | Taïwan | Ice Station 30 spectateurs |

| Feuille de match | Feuille de match | Feuille de match                    | Feuille de match                                                               | Feuille de match                                                                |
| ---------------- | --- | ----------------------------------- | ------------------------------------------------------------------------------ | ------------------------------------------------------------------------------- |
|                  | D. Dilkov (Gatchev) — 12 min 27 s - T. Georgiev (Muhachev) — 26 min 24 s (SN) Boyadjiev — 27 min 40 s D. Dilkov (Nikolov, Gatchev) — 29 min 1 s (SN) Hodulov (T. Georgiev, Iskrenov) — 38 min 51 s (SN) - Hodulov (T. Georgiev) — 52 min 22 s Boyadjiev — 53 min 37 s | 1-0 1-1 2-1 3-1 4-1 5-1 5-2 6-2 7-2 | - Hsiao Po-yun (Lu, Shen Yen-c.) — 17 min 44 s - Pan (Hung, Lu) — 49 min 8 s - | Arbitrage : Richard Magnusson Juges de lignes : Jonathan Burger et Marcin Polak |
| Dimitrov         | Gardiens | Liao (40 min) Chang (20 min)        |                                                                                | Arbitrage : Richard Magnusson Juges de lignes : Jonathan Burger et Marcin Polak |
| 6 min            | Pénalités | 8 min                               |                                                                                | Arbitrage : Richard Magnusson Juges de lignes : Jonathan Burger et Marcin Polak |
| 39               | Tirs | 19                                  |                                                                                | Arbitrage : Richard Magnusson Juges de lignes : Jonathan Burger et Marcin Polak |

| 19 avril | Géorgie | 11-1 | Hong Kong | Ice Station 40 spectateurs |

| Feuille de match                             | Feuille de match | Feuille de match                                  | Feuille de match              | Feuille de match                                                                |
| -------------------------------------------- | --- | ------------------------------------------------- | ----------------------------- | ------------------------------------------------------------------------------- |
|                                              | Shvetsov (Kozyulin, Vasilchenko) — 10 min 30 s Zhuzhunashvili (Geperidze) — 12 min 2 s (IN) Zhuzhunashvili — 12 min 59 s (2 IN) - Zhuzhunashvili (Dumbadze) — 16 min 22 s Zhuzhunashvili (Obolgogiani, Shvetsov) — 16 min 37 s Obolgogiani (Zhuzhunashvili, Dumbadze) — 24 min 10 s Zhuzhunashvili (Shalunov, Obolgogiani) — 30 min 25 s Obolgogiani (Zhuzhunashvili) — 34 min 13 s (IN) Obolgogiani (Zhuzhunashvili) — 42 min 15 s Obolgogiani (G. Oganeziani, Zhuzhunashvili) — 46 min Shalunov (D. Oganeziani, Vasilchenko) — 50 min 22 s | 1-0 2-0 3-0 3-1 4-1 5-1 6-1 7-1 8-1 9-1 10-1 11-1 | - Fung (J. Ho) — 16 min 9 s - | Arbitrage : Alexey Roshchyn Juges de lignes : Daniel Beresford et Gregor Miklič |
| Ilienko (50 min 22 s) Ambrolava (9 min 38 s) | Gardiens | Keung (30 min 25 s) King (29 min 35 s)            |                               | Arbitrage : Alexey Roshchyn Juges de lignes : Daniel Beresford et Gregor Miklič |
| 10 min                                       | Pénalités | 10 min                                            |                               | Arbitrage : Alexey Roshchyn Juges de lignes : Daniel Beresford et Gregor Miklič |
| 61                                           | Tirs | 13                                                |                               | Arbitrage : Alexey Roshchyn Juges de lignes : Daniel Beresford et Gregor Miklič |

| 19 avril | Turquie | 7-1 (1-0, 4-1, 2-0) | Afrique du Sud | Ice Station 250 spectateurs |

| Feuille de match | Feuille de match | Feuille de match                           | Feuille de match                 | Feuille de match                                                                 |
| ---------------- | --- | ------------------------------------------ | -------------------------------- | -------------------------------------------------------------------------------- |
|                  | Kavaz (Ö. Kars) — 2 min 1 s F. Faner (Bakal, Y. Kars) — 24 min 19 s (SN) Savaş (Semiz, Solak) — 26 min 1 s Kavaz (Bingöl) — 28 min 31 s Inanç (Y. Kars) — 35 min 49 s - Özmen (Semiz) — 40 min 53 s E. Faner (Y. Kars) — 52 min 25 s | 1-0 2-0 3-0 4-0 5-0 5-1 6-1 7-1            | - Giot (Bremner) — 38 min 38 s - | Arbitrage : Miroslav Iarets Juges de lignes : Maximilian Gatol et Artsiom Labzov |
| Karagül          | Gardiens | Bock (35 min 49 s) Pretorius (24 min 11 s) |                                  | Arbitrage : Miroslav Iarets Juges de lignes : Maximilian Gatol et Artsiom Labzov |
| 6 min            | Pénalités | 12 min                                     |                                  | Arbitrage : Miroslav Iarets Juges de lignes : Maximilian Gatol et Artsiom Labzov |
| 34               | Tirs | 36                                         |                                  | Arbitrage : Miroslav Iarets Juges de lignes : Maximilian Gatol et Artsiom Labzov |

| 20 avril | Hong Kong | 0-10 (0-3, 0-3, 0-4) | Bulgarie | Ice Station 20 spectateurs |

| Feuille de match | Feuille de match | Feuille de match                         | Feuille de match | Feuille de match                                                                   |
| ---------------- | ---------------- | ---------------------------------------- | --- | ---------------------------------------------------------------------------------- |
|                  | -                | 0-1 0-2 0-3 0-4 0-5 0-6 0-7 0-8 0-9 0-10 | Gatchev (Dilkov, Nikolov) — 9 min 47 s Dilkov (Stoilov, Gatchev) — 16 min 28 s (SN) Nikolov (Dilkov) — 18 min 18 s Hodulov (Iskrenov, Muhachev) — 29 min 33 s Iskrenov (Muhachev, Bozhanov) — 35 min 33 s Boyadjiev (T. Georgiev) — 38 min 46 s (IN) Hodulov (Iskrenov, Vasilev) — 48 min 9 s Stoyadinov (Hodulov, K. Dikov) — 48 min 32 s Stoyadinov (Boyadjiev) — 49 min 18 s Nikolov (Dilkov) — 53 min 9 s (IN) | Arbitrage : Alexei Roshchyn Juges de lignes : Danny Beresford et Matthias Cristeli |
|                  |                  |                                          | | Arbitrage : Alexei Roshchyn Juges de lignes : Danny Beresford et Matthias Cristeli |
| 10 min           | Pénalités        | 14 min                                   | | Arbitrage : Alexei Roshchyn Juges de lignes : Danny Beresford et Matthias Cristeli |
| 17               | Tirs             | 51                                       | | Arbitrage : Alexei Roshchyn Juges de lignes : Danny Beresford et Matthias Cristeli |

| 20 avril | Taïwan | 2-4 (1-0, 1-1, 0-3) | Turquie | Ice Station 30 spectateurs |

| Feuille de match | Feuille de match                                              | Feuille de match        | Feuille de match                                                                                                 | Feuille de match                                                                   |
| ---------------- | ------------------------------------------------------------- | ----------------------- | --- | ---------------------------------------------------------------------------------- |
|                  | Yang (Hung) — 4 min 7 s - Shen Yen-c. (Chang) — 38 min 35 s - | 1-0 1-1 2-1 2-2 2-3 2-4 | - Takar (Inanç) — 26 min 53 s - Semiz — 42 min 53 s Bakal (Solak) — 44 min 7 s (SN) Bakal (Elakaş) — 48 min 21 s | Arbitrage : Miroslav Iarets Juges de lignes : Jonathan Mark Burger et Marcin Polak |
| Liao             | Gardiens                                                      | Karagül                 | | Arbitrage : Miroslav Iarets Juges de lignes : Jonathan Mark Burger et Marcin Polak |
| 20 min           | Pénalités                                                     | 6 min                   | | Arbitrage : Miroslav Iarets Juges de lignes : Jonathan Mark Burger et Marcin Polak |
| 20               | Tirs                                                          | 36                      | | Arbitrage : Miroslav Iarets Juges de lignes : Jonathan Mark Burger et Marcin Polak |

| 20 avril | Afrique du Sud | 4-2 (2-1, 0-1, 2-0) | Géorgie | Ice Station 700 spectateurs |

| Feuille de match | Feuille de match | Feuille de match        | Feuille de match                                                                         | Feuille de match                                                                                   |
| ---------------- | --- | ----------------------- | ---------------------------------------------------------------------------------------- | -------------------------------------------------------------------------------------------------- |
|                  | - Carelse (Samaai) — 8 min 16 s Cardoso (Magmoed) — 19 min 28 s (SN) - Magmoed (Giot, van Doesburgh) — 52 min 2 s (SN) van Doesburgh (Samaai) — 59 min 41 s (IN + CV) | 0-1 1-1 2-1 2-2 3-2 4-2 | Obolgogiani (Zhuzhunashvili) — 4 min 25 s - Obolgogiani (Zhuzhunashvili) — 24 min 23 s - | Arbitrage : Richard Magnusson et Alexey Roshchyn Juges de lignes : Artsiom Labzov et Gregor Miklič |
| Pretorius        | Gardiens | Ilienko                 |                                                                                          | Arbitrage : Richard Magnusson et Alexey Roshchyn Juges de lignes : Artsiom Labzov et Gregor Miklič |
| 10 min           | Pénalités | 33 min                  |                                                                                          | Arbitrage : Richard Magnusson et Alexey Roshchyn Juges de lignes : Artsiom Labzov et Gregor Miklič |
| 33               | Tirs | 52                      |                                                                                          | Arbitrage : Richard Magnusson et Alexey Roshchyn Juges de lignes : Artsiom Labzov et Gregor Miklič |

| 22 avril | Géorgie | 11-2 (5-1, 3-0, 3-1) | Taïwan | Ice Station 100 spectateurs |

| Feuille de match                             | Feuille de match | Feuille de match                                       | Feuille de match                                                               | Feuille de match                                                                 |
| -------------------------------------------- | --- | ------------------------------------------------------ | ------------------------------------------------------------------------------ | -------------------------------------------------------------------------------- |
|                                              | Zhuzhunashvili (Obolgogiani) — 17 s Kurbatov (Zhuzhunashvili, Kozyulin) — 4 min 47 s - Kharizov — 11 min 51 s (IN) Shvetsov (Obolgogiani, Kharizov) — 15 min 3 s Vasilchenko (Kharizov) — 19 min 48 s Shalunov (Vasilchenko, Kharizov) — 22 min 20 s (SN) Zhuzhunashvili (Kozyulin, Kurbatov) — 22 min 46 s Kharizov (Vasilchenko) — 22 min 53 s Kharizov (Obolgogiani, Kurbatov) — 48 min 47 s ZhuzhunashviliKurbatov (Jeiranashvili) — 51 min 27 s - ZhuzhunashviliKozyulin (Vasilchenko) — 59 min 56 s (IN) | 1-0 2-0 2-1 3-1 4-1 5-1 6-1 7-1 8-1 9-1 10-1 10-2 11-2 | - Shen-Yen-I. (Lu) — 8 min 23 s (SN) - Hsiao Po-Yuan (Chang W.) — 58 min 9 s - | Arbitrage : Alexey Roshchyn Juges de lignes : Maximilian Gatol et Artsiom Labzov |
| Ilienko (53 min 42 s) Ambrolava (6 min 18 s) | Gardiens | Liao (45 min 54 s) Chang (14 min 6 s)                  |                                                                                | Arbitrage : Alexey Roshchyn Juges de lignes : Maximilian Gatol et Artsiom Labzov |
| 33 min                                       | Pénalités | 10 min                                                 |                                                                                | Arbitrage : Alexey Roshchyn Juges de lignes : Maximilian Gatol et Artsiom Labzov |
| 56                                           | Tirs | 17                                                     |                                                                                | Arbitrage : Alexey Roshchyn Juges de lignes : Maximilian Gatol et Artsiom Labzov |

| 22 avril | Turquie | 3-4 (pr) (2-2, 1-0, 0-1, 0-1) | Bulgarie | Ice Station 80 spectateurs |

| Feuille de match | Feuille de match | Feuille de match            | Feuille de match | Feuille de match                                                               |
| ---------------- | --- | --------------------------- | --- | ------------------------------------------------------------------------------ |
|                  | - E. Faner (Özmen, Semiz) — 11 min 59 s E. Faner (Bakal, Y. Kars) — 14 min 16 s (SN) Ö. Kars (Bakal) — 33 min 3 s - | 0-1 0-2 1-2 2-2 3-2 3-3 3-4 | Iskrenov (Hodulov) — 4 min 38 s V. Dikov (Gatchev) — 6 min 1 s - Boyadjiev (Hodulov) — 58 min 50 s (JS) D. Dikov (V. Dikov) — 62 min 52 s | Arbitrage : Miroslav Iarets Juges de lignes : Daniel Beresford et Marcin Polak |
| Karagül          | Gardiens | Dimitrov                    | | Arbitrage : Miroslav Iarets Juges de lignes : Daniel Beresford et Marcin Polak |
| 12 min           | Pénalités | 2 min                       | | Arbitrage : Miroslav Iarets Juges de lignes : Daniel Beresford et Marcin Polak |
| 34               | Tirs | 38                          | | Arbitrage : Miroslav Iarets Juges de lignes : Daniel Beresford et Marcin Polak |

| 22 avril | Hong Kong | 0-6 (0-0, 0-4, 0-2) | Afrique du Sud | Ice Station 400 spectateurs |

| Feuille de match | Feuille de match | Feuille de match        | Feuille de match | Feuille de match                                                                   |
| ---------------- | ---------------- | ----------------------- | --- | ---------------------------------------------------------------------------------- |
|                  | -                | 0-1 0-2 0-3 0-4 0-5 0-6 | Samaai (Marais) — 23 min 54 s (SN) Bremner (Samaai, Carlse) — 27 min 7 s Samaai (Marais) — 33 min 48 s van Doesburgh (Carelse) — 37 min 59 s Valadas (Compton, Malgas) — 45 min 38 s Giot (Marais, van Doesburgh) — 50 min 41 s | Arbitrage : Richard Magnusson Juges de lignes : Matthias Cristeli et Gregor Miklič |
| Keung            | Gardiens         | Pretorius               | | Arbitrage : Richard Magnusson Juges de lignes : Matthias Cristeli et Gregor Miklič |
| 8 min            | Pénalités        | 4 min                   | | Arbitrage : Richard Magnusson Juges de lignes : Matthias Cristeli et Gregor Miklič |
| 20               | Tirs             | 60                      | | Arbitrage : Richard Magnusson Juges de lignes : Matthias Cristeli et Gregor Miklič |

## Classement
| Clt   | Équipe         | PJ | V | VP | D | DP | BP | BC | Diff | Pts |
| ----- | -------------- | -- | - | -- | - | -- | -- | -- | ---- | --- |
| +001, | Géorgie        | 5  | 4 | 0  | 1 | 0  | 35 | 12 | +23  | 12  |
| +002, | Bulgarie       | 5  | 3 | 1  | 1 | 0  | 28 | 10 | +18  | 11  |
| +003, | Turquie (R)    | 5  | 3 | 0  | 1 | 1  | 22 | 14 | +8   | 10  |
| +004, | Taipei chinois | 5  | 2 | 0  | 3 | 0  | 16 | 25 | -9   | 6   |
| +005, | Afrique du Sud | 5  | 2 | 0  | 3 | 0  | 13 | 18 | -5   | 6   |
| +006, | Hong Kong      | 5  | 0 | 0  | 5 | 0  | 3  | 38 | -35  | 0   |

- Promu en Division IIB en 2019
- Relégué en Qualification pour la Division III en 2019

Pour les significations des abréviations, voir statistiques du hockey sur glace.

## Récompenses individuelles
Meilleurs joueurs :
- Meilleur gardien :  Charl Pretorius
- Meilleur défenseur :  Martin Boyadjiev
- Meilleur attaquant :  Aleksandr Zhuzhunahvili

| Clt | Joueur                  | Équipe         | PJ | B  | A | Pts | Pun | +/- |
| --- | ----------------------- | -------------- | -- | -- | - | --- | --- | --- |
| 1   | Aleksandr Zhuzhunahvili | Géorgie        | 5  | 10 | 9 | 19  | 2   | +15 |
| 2   | Oliver Obolgogiani      | Géorgie        | 5  | 8  | 6 | 14  | 6   | +16 |
| 3   | Alexander Vasilchenko   | Géorgie        | 5  | 5  | 7 | 12  | 8   | +7  |
| 4   | Ivan Hodulov            | Bulgarie       | 5  | 5  | 3 | 8   | 4   | +2  |
| 4   | Shen Yen-Chin           | Taipei chinois | 5  | 5  | 3 | 8   | 0   | -3  |
| 6   | Martin Boyadjiev        | Bulgarie       | 5  | 4  | 4 | 8   | 2   | +8  |
| 6   | Daniel Dilkov           | Bulgarie       | 5  | 4  | 4 | 8   | 0   | +7  |
| 8   | Ferhat Bakal            | Turquie        | 5  | 3  | 5 | 8   | 2   | +3  |
| 9   | Artem Kozyulin          | Géorgie        | 5  | 2  | 6 | 8   | 25  | +9  |
| 9   | Artem Kurbatov          | Géorgie        | 5  | 2  | 6 | 8   | 10  | +16 |

| Clt | Joueur           | Équipe         | PJ | Min      | BC | Moy  | %Arr  | Bl |
| --- | ---------------- | -------------- | -- | -------- | -- | ---- | ----- | -- |
| 1   | Muhammed Karagül | Turquie        | 4  | 242 h 52 | 13 | 3,21 | 91,93 | 0  |
| 2   | Andrei Ilienko   | Géorgie        | 5  | 283 h 39 | 10 | 2,12 | 91,23 | 0  |
| 3   | Dimitar Dimitrov | Bulgarie       | 4  | 242 h 28 | 10 | 2,47 | 90,74 | 1  |
| 4   | Charl Pretorius  | Afrique du Sud | 3  | 144 h 11 | 9  | 3,75 | 90,11 | 0  |
| 5   | Liao Yu-Cheng    | Taipei chinois | 5  | 265 h 54 | 18 | 4,06 | 86,86 | 0  |
| 6   | Ho Kin Chi King  | Hong Kong      | 3  | 149 h 35 | 19 | 7,62 | 81,55 | 0  |

Pour les significations des abréviations, voir statistiques du hockey sur glace.
Nota : seuls sont classés les gardiens ayant joué au minimum 40 % du temps de jeu de leur équipe.